# Sandrine Holt
Sandrine Claire Holt (nacida Sandrine Vanessa Ho; Londres, 19 de noviembre de 1972) es una actriz y modelo británica conocida por sus papeles de Terri Morales en Resident Evil: Apocalipsis, Pocahontas en Pocahontas: The Legend además de Lida en Underworld: Awakening y recientemente como Gillian Cole en la serie de televisión House Of Cards.

## Biografía
Sandrine Holt, hizo su debut cinematográfico en la película épica de Bruce Beresford Black Robe, que le supuso una nominación como Mejor Actriz Secundaria. Ha protagonizado películas como Rapa-Nui, Dance Me Outside y Legends of the North. Además, en 1999 Holt coprotagonizó junto a Jennifer Garner, Buck Henry y Amanda Peet Mio West, de Giovanni Veronesi, protagonizada por David Bowie y Harvey Keitel, Loving Jezebel, Fast Food Fast Women, Mission y Century Hotel. Recientemente apareció en Happy Hour protagonizada por Anthony LaPaglia y Eric Stoltz. Sus trabajos en televisión incluyen el papel principal en la serie de John Woo Once a Thief y apariciones como invitada en New York Undercover. Debutó como actriz en el mundo de las series de televisión con Misterio para tres en el año 1989. Como segundo trabajo relacionado con las series apareció en Aventures dans le Grand Nord en el año 1995. 
Entre los últimos trabajos de Sandrine Holt figuran las series El mentalista, The Line, Bored to Death, Burn Up y House Of Cards. 
También ha destacado en otros ámbitos al margen de las series de televisión como son Resident evil El apocalipsis (2004), Enemigos Ecks contra Sever (2002), Starship Troopers 2: Hero of the Federation (2004), Manto negro (1991), Rapa Nui (1994) y Comida rápida mujeres activas (2000). 
Sandrine Holt también es conocida como Sandrine Ho nació el 19 de noviembre de 1972 en Londres, Inglaterra (Reino Unido).

## Vida personal
Se mudó a Toronto, Canadá, cuando tenía cinco años con su padre chino y madre francesa. Inició como modelo a los 13 años y a actuar a los 17 años.
Holt se casó con el productor de rock e ingeniero Travis Huff.

## Filmografía
- Black Robe (1991)
- Rapa Nui (1994)
- Dance Me Outside (1994)
- Airtime (1998)
- 1999 (1998)
- Gunslinger's Revenge (1998)
- Pocahontas The Legend (1998)
- Loving Jezebel (1999)
- Fast Food Fast Woman (2000)
- Mission (2001)
- Century Hotel (2001)
- Ballistic: Ecks vs. Sever (2002)
- Happy Hour (2003)
- Starship Troopers 2: Hero of the Federation (2004)
- Resident Evil: Apocalypse (2004)
- Mr. Jones: Drive (2004)
- Sam's Lake (2006)
- Faces in the Crowd (2011)
- Underworld: Awakening (2012)
- Resident Evil: Retribution (2012)
- Chinese Puzzle (2013)
- Terminator Génesis (2015)
- The Shrouds (TBA)[1]

## Televisión
- Friday the 13th: The Series (1989)
- Tales of the Wild (1995)
- Poltergeist: The Legacy (1996)
- Once a Thief (1996)
- Once a Thief (1996-1998)
- The Outer Limits (1997)
- New York Undercover (1997)
- Two (1997)
- Bronx County (1998)
- Earth Angels (2001)
- Witchblade (2001)
- Mutant X (2002)
- CSI: Miami (2005)
- Las Vegas (2005)
- ER (2005)
- 24 (2006)
- Runway (2006)
- The Dark Room (2007)
- Fire Serpent (2007)
- The L World (2007)
- Runaway (2008)
- Burn Up (2008)
- Bored To Death (2009)
- The Phantom (2009)
- The Line (2010)
- The Mentalist (2010)
- Sanctuary (2011)
- Flashpoint (2011)
- Deadly Hope (2012)
- The Listener (2012)
- House Of Cards (2013)
- Hostages (2013)
- Fear the Walking Dead (2015)
- MacGyver (2016)
- Mr. Robot

## Premios y nominaciones
- Genie Awards,1991 nominada por Black Robe por mejor Actuación de una Actriz en un Papel Secundario